# Zhanjiang
Pour les articles homonymes, voir Fort Bayard.
Zhanjiang (chinois : 湛江市 ; pinyin : zhànjiāng shì ; EFEO : Tchan-tsiang che), rebaptisée Fort-Bayard lors de la colonisation française, appelée historiquement Tsamkong, est une ville-préfecture de république populaire de Chine située à l'extrémité occidentale de la province du Guangdong au nord-est de la péninsule de Leizhou. À vol d'oiseau, elle se situe environ à mi-chemin entre Canton, Shenzhen et Hong Kong à l'est, et Hanoï et Haïphong à l'ouest.
Chef-lieu plutôt pauvre d'un ancien territoire à bail français de 1898 à 1945 (territoire de Kouang-Tchéou-Wan), elle fut un moment connue sous le nom de Fort-Bayard. C'est maintenant un des plus grands ports militaires de la Chine et une ville en expansion économique du sud de la Chine.

## Histoire
La ville était un petit port de pêche lorsqu'elle fut occupée par la France en 1898.

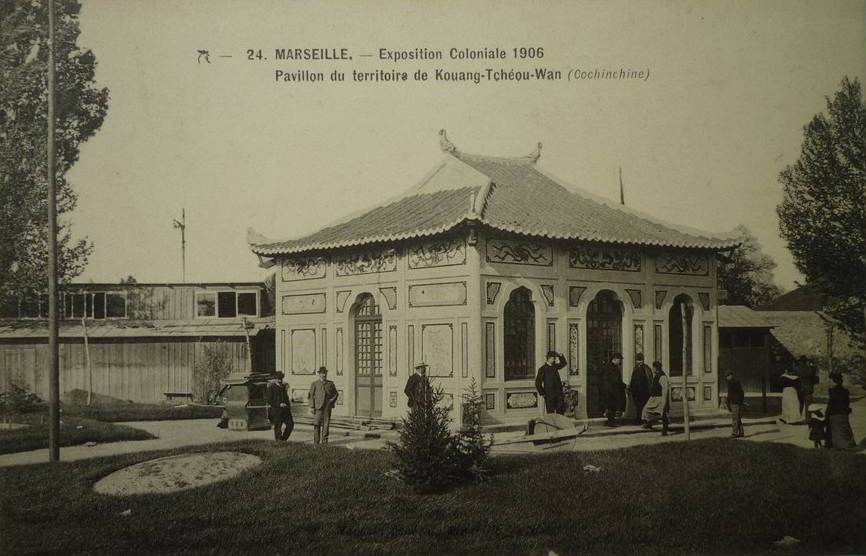
Pavillon du Kouang-Tchéou-Wan à l'exposition coloniale de Marseille, en 1906.

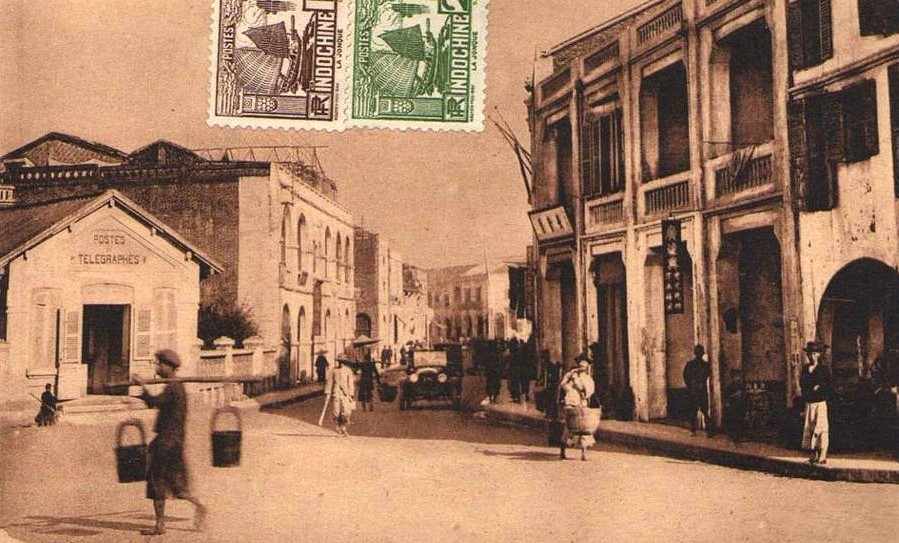
Bureau de poste de Po Teou - Kouang-Tchéou-Wan.

### Administration française
En 1899, alors que la Chine est gouvernée par l'impératrice Cixi (Tseu-Hi, selon la transcription française de l'époque), les Français forcèrent celle-ci à concéder le territoire du Kouang-Tchéou-Wan pour un bail de 99 ans ; ils souhaitaient en développer le port qu'ils appelèrent Fort-Bayard, pour desservir le sud de la Chine, où ils avaient l'exclusivité du développement du rail et de l'exploitation de minerais. En 1939, le territoire sous administration française avait une superficie de 12 795 km2 (soit 2,2 départements français), dont 25 km2 pour la ville de Fort-Bayard.
La France conserva l'administration de la région jusqu'à son occupation par le Japon en 1943.

### Réintégration à la Chine
À la fin de la Seconde Guerre mondiale au départ des Japonais, Fort-Bayard est déclaré « ville libre ». La France n'ayant pas envoyé de troupes militaires, le territoire était livré à lui-même et son sort disputé à la fois par les nationalistes chinois et les communistes.
La rétrocession de Kouang-Tchéou-Wan à la République de Chine est entérinée par le traité du 26 août 1945, alors que le territoire est occupé par l'armée du Kuomintang depuis le départ des Japonais.
Le territoire est ensuite occupé par les communistes chinois dès la fin de 1948 et définitivement intégré à la république populaire de Chine en décembre 1949.

## Subdivisions administratives

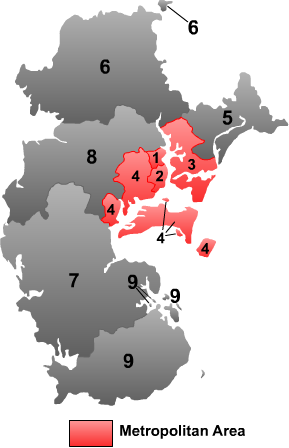
Subdivisions administratives

La ville-préfecture de Zhanjiang (12 490 km2) exerce sa juridiction sur neuf subdivisions – quatre districts, trois villes-districts et deux xian. 
- 1: le district de Chikan - 赤坎区 Chìkǎn Qū ;
- 2: le district de Xiashan - 霞山区 Xiáshān Qū ;
- 3: le district de Potou - 坡头区 Pōtóu Qū ;
- 4: le district de Mazhang - 麻章区 Mázhāng Qū ;
- 5: la ville de Wuchuan - 吴川市 Wúchuān Shì ;
- 6: la ville de Lianjiang - 廉江市 Liánjiāng Shì ;
- 7: la ville de Leizhou - 雷州市 Léizhōu Shì ;
- 8: le xian de Suixi - 遂溪县 Suíxī Xiàn ;
- 9: le xian de Xuwen - 徐闻县 Xúwén Xiàn.

## Économie et transports
La ville de Zhanjiang a été désignée comme faisant partie du plan de développement dit de la Nouvelle route de la soie, qui fait d'elle l'objet de divers plans de construction d'infrastructures et de développement économique.

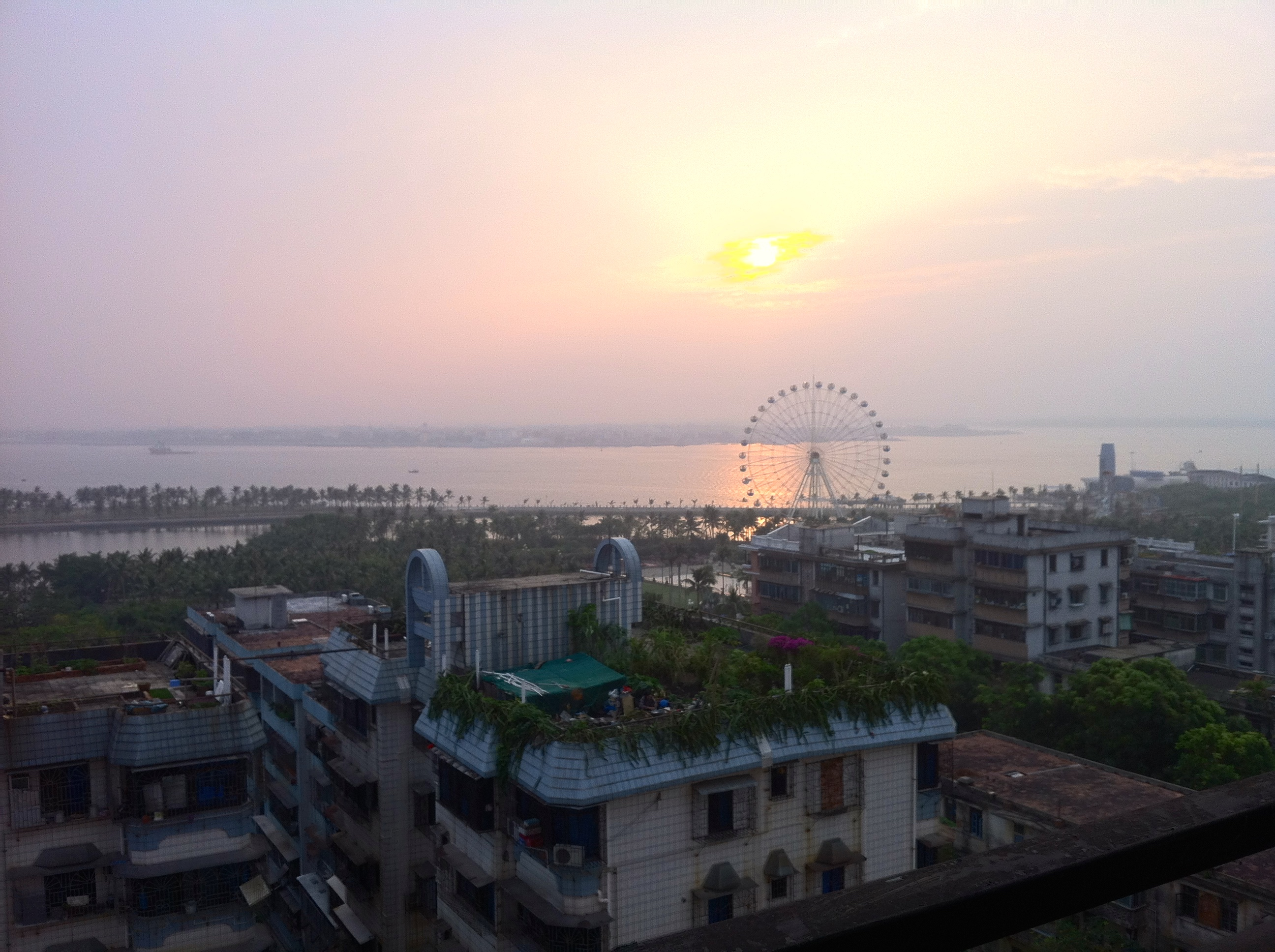
Vue du bord de mer.

L'économie était jusqu'ici dominée par l'agriculture et les activités des bases navales et militaires. Depuis 2015, le gouvernement central chinois a décidé de diversifier l'économie de Zhanjiang sur les secteurs de la pétrochimie, du maritime (transports, port) et de l'ingénierie marine. Dans ce cadre, entre autres initiatives, une délégation de la mairie de la ville de Zhanjiang a visité la Norvège, le Royaume Uni et la France (Paris, Brest, Nice) en septembre 2017.
Le groupe pétrolier chinois Sinopec et le groupe koweitien Kuwait Petroleum Corporation (KPC) ont conclu un accord à 50/50 pour investir environ $9 milliards dans une nouvelle raffinerie à Zhanjiang qui devrait ouvrir en 2020 et être alimentée en partie par du pétrole exporté par le Koweït. Le groupe pétro-gazier français Total avait un moment envisagé de prendre des parts dans ce projet mais a finalement décliné.
La ville de Zhanjiang possède un aéroport offrant des vols réguliers vers Hong Kong, Kunming, Changsha, Canton, Shantou et Shenzhen, ainsi qu'un port avec des terminaux adaptées à la réception de différents types de navires.
En 1937, le pilote Marcel Doret, accompagné du radio Jérôme Micheletti, y fit escale lors de son raid Paris-Tokyo en Caudron Simoun.
En juin 2019, dans le cadre du grand plan de développement de la Nouvelle route de la soie le gouvernement chinois a approuvé un plan de construction de nouveaux terminaux ferroviaires pour trains à grande vitesse, ainsi que des extensions du port et de l'aéroport,.

## Influence française

### Enseignement
Le français fut enseigné au lycée Pasteur de Fort-Bayard, de 1921 à 1943 : un enseignant français (européen), assisté d'une équipe de cinq enseignants francophones d'Indochine (dont trois membres de l'ethnie chinoise), et deux Vietnamiens, donnaient les cours. Le reste de l'enseignement l'était en chinois. L'objectif était de former des cadres francophones pour administrer le territoire à bail.
Entre 1921 et 1943, d'autres enseignants vont séjourner à Fort-Bayard, en provenance de Hanoï, (surtout en provenance du lycée Albert-Sarraut) ou même de Saïgon.
Des enseignants francophones natifs de Fort-Bayard, sont formés et sont opérationnels dès 1925. Certains partent du territoire, et rejoignent l'Indochine, ou la Chine continentale, et même la concession française de Shanghai.
En 1943, avec l'occupation japonaise, le lycée Pasteur est fermé, et l'équipe enseignante est expulsée en Indochine. Le lycée devient le quartier général des forces d'occupation japonaises de 1943 à septembre 1945. Une partie du lycée sert de dépôt pour les armes et explosifs. Les derniers Japonais quittent le territoire en octobre 1945. Le lycée est alors définitivement fermé. Entre 1921 et 1943, quelque deux mille Chinois y apprennent le français. Les militaires japonais se rendent à des représentants des forces nationalistes chinoises. En janvier 1946, la France confirme son départ, ainsi que la fermeture du lycée, déjà fermé en 1943. La France n'envoie aucun représentant lors de la reddition japonaise sur le territoire.
Le lycée est donc définitivement fermé la même année 1945, et son bâtiment est rasé en 1950, en vue de travaux pour étendre la surface du port.
En 1995, il reste environ un millier de francophones sur le territoire, le plus souvent âgés de plus de 65 ans.

### Culte

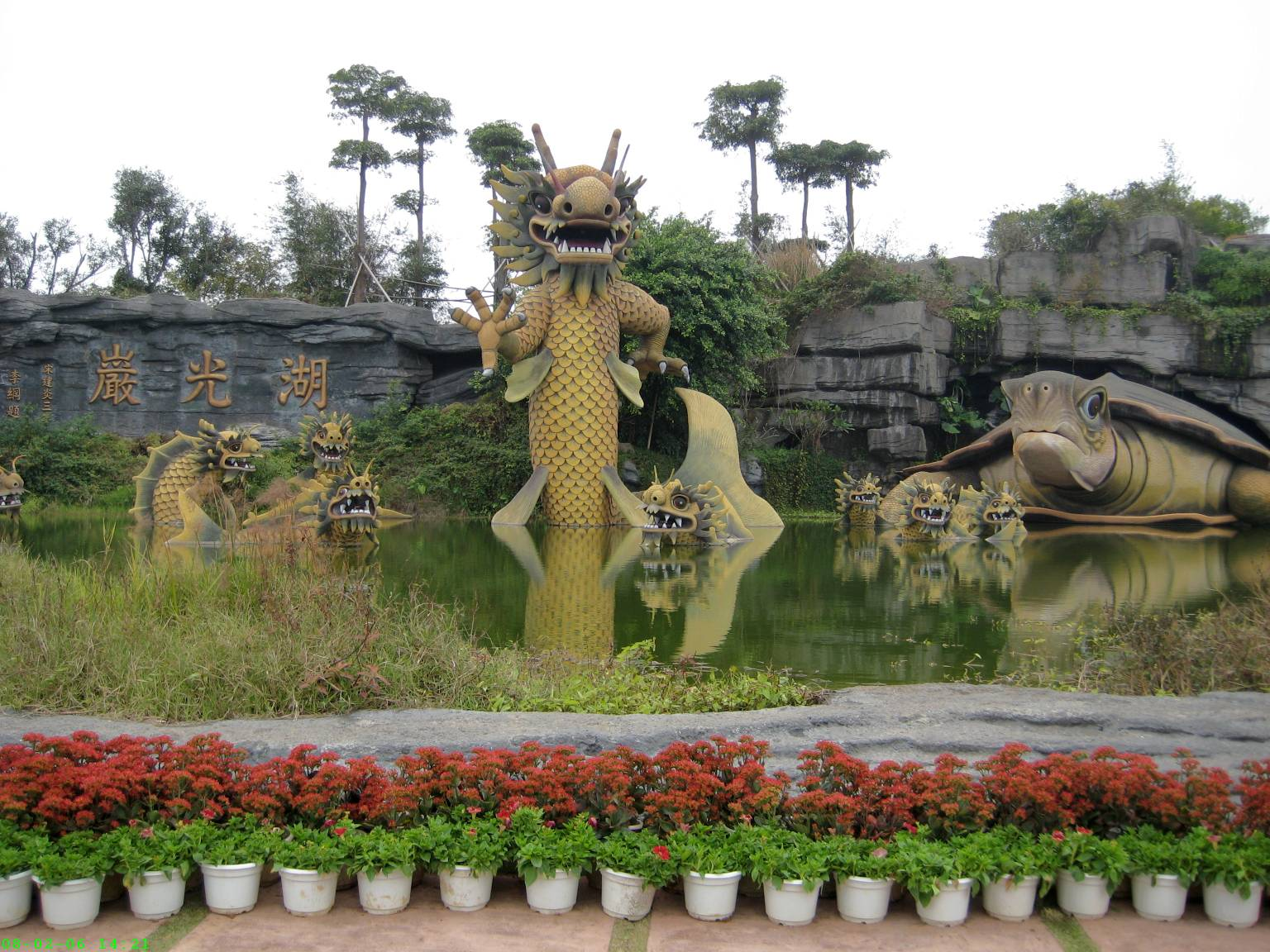
Parc de Zhanjiang.

La région est évangélisée par les prêtres des Missions étrangères de Paris au départ du vicariat apostolique de Canton, puis elle dépend directement à partir de 1900 du vicariat apostolique d'Hanoï, tandis que l'arrière-pays chinois dépend du Kuongtong-Occidental, renommé vicariat apostolique de Pakhoi en 1924. L'église Saint-Victor est construite par les Français.

### Timbres

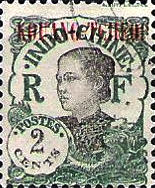
Timbre France Indochine, 2c, surchargé Kouang-Tchéou-Wan.

Sous l'administration française, des timbres indochinois sont utilisés à partir de 1898. En 1920, ils sont surchargés Kouangtchéou.
En 1898, lors de l'arrivée des Français, aucun Chinois de Kouangtchéou ne parle français, et le nombre des illettrés est massif. Entre 1898 et 1943, le courrier, surtout à destination de l'étranger, est très marginal, et les envois concernent uniquement quelques rares militaires français, ou indochinois, de passage. Les timbres d'Indochine sans surcharges sont aussi utilisés couramment. Des émissions de timbres surchargés Kouangtchéou durent jusqu'en 1944. Entre 1940 et 1944, les émissions de timbres de l'administration de Vichy n'ont jamais cours. Ces timbres sont des « non-émis », et ils ne sont pas reconnus par les autorités de la Chine communiste, ni nationaliste.
En fait, peu de timbres de Kouangtchéou ont vraiment servi, au niveau local, et le courrier qui circule à l'extérieur du territoire est marginal : encore en 1940 (en 1938, il y a 85% d'analphabètes sur le territoire, et les lettrés utilisent les idéogrammes chinois). La plupart des timbres servent au Tonkin et à la concession française de Shanghai. Ainsi, il n'est pas rare en métropole de recevoir par exemple un courrier de Hanoï, ou même de Saïgon avec un, ou des timbres indochinois surchargés Kouangtchéou. De plus, les Français (ou plutôt : sujets français, ce qui inclut les autochtones indochinois, surtout les Tonkinois, et des militaires des troupes coloniales (Annamites, Cambodgiens, Indiens des comptoirs français en Inde, Chinois d'Indochine) ne sont jamais très nombreux dans le territoire : 120 en 1905, 105 en 1912, 80 en 1930 et 83 en 1939. (Ces chiffres ne comprennent pas les cadres militaires qui encadrent la garnison de militaires tonkinois et indochinois, et qui sont européens).
À partir d'avril 1943, des timbres chinois, sans surcharge, sont utilisés, ainsi que des timbres d'Indochine jusqu'en 1945 (plus rares). Avec le départ de la dernière garnison militaire française en 1943, le stock restant des timbres émis entre 1930 et 1940 est utilisé, entre 1946 et 1949, en Cochinchine, surtout à Saïgon, et au Tonkin, surtout dans les environs de Hanoï, et dans les régions qui ne sont pas aux mains du Vietminh, jusqu'en 1953, car le stock de non-vendus est important.